# デイビー・ノウルズ
デイビー・ノウルズ（Davy Knowles, 1987年4月30日 - ）は、イギリス・マン島生まれのブルースロック・ギタリスト、歌手。

## 略歴

### 生い立ち
11歳の時、父親の車の中でダイアー・ストレイツの「Sultans of Swing」を聞いた際、音楽に興味を持つ。姉のブルース・コレクション・マガジンに付属していたカセットテープで、チャック・ベリーやマディ・ウォーターズを聞くことができた。彼はロリー・ギャラガー、エリック・クラプトン、ロバート・ジョンソンのようなアーティストに影響を受けた。ケルト音楽にも影響を受けている。16歳の時、父親に連れて行ってもらったロバート・クレイのライブを見て音楽をすることを決意する。彼はギターレッスンを受けたが、それを好まず、レッスンをやめて独学でギターを学んだ。彼はマン島のラッシェン・ハイスクールに通い、将来のバンド仲間ロス・ドイル、アダム・ジョーンズ、ジェイミー・アームストロングに出会った。

### バック・ドアー・スラム（2005年 - 2009年）
2008年、21歳の時、ノウルズはロス・ドイル、ジェイミー・アームストロングと共にバック・ドアー・スラムというバンドを結成した。アームストロングがイングランドで大学に通学するためにバンドをやめたため、ノウルズは彼に代わるベース奏者として高校の友人アダム・ジョーンズを引き入れた。2007年6月26日、バック・ドアー・スラムはデビュー・アルバムをリリースした。ノウルズはリード・ギターを演奏し、歌った。最初のアルバムは、2008年にブルース・ビルボード・チャートで7位にランクインした。コーチェラ・フェスティバルとロラパルーザに出演した。アメリカ合衆国テネシー州で行われたボナルー・フェスティバルに参加し、2009年、ファーストコンサートDVDの「Back Door Slam: Live from Bonnaroo」を発売した。しかし、2009年にバンドを解散した。

### ソロ活動（デイビー・ノウルズ&バック・ドア・スラム、2009年 - ）
2009年、バック・ドアー・スラム解散後、メンバーを入れ替えてデイビー・ノウルズ&バック・ドアー・スラム (Davy Knowles and Back Door Slam) の名称でソロ活動を開始した。同年、初ソロ・アルバム「Coming Up For Air」を発表。4月、ジェフ・ベックのアメリカ・ツアーではオープニングアクトとして参加。12月にはアメリカ合衆国でジョー・サトリアーニやチキン・フットとツアーを、2010年にはリズム·デビルスとツアーを行った。

## 使用機材
2009年半ばまで、彼は主要なエレキギターとして、フェンダー社製SCN（サマリウム・コバルト・ノイズレス）ピックアップ搭載の1962年製ストラトキャスターの復刻版を使用しており、他にもリオグランデ社製のピックアップ搭載のスティーヴィー・レイ・ヴォーンモデルのストラトキャスター、日本で提供された復刻版フェンダー・ムスタングなどを使用していた。アコースティック・ギターはギブソン・J-45を使用。これらのギターと共に、0.10から0.52ゲージの、ディーンマークレイのギター弦を使用している。
2009年半ばからは、主にポール・リード・スミス社のエレキギター「305」とBudda社のアンプを使い始める。その他、VOX社製 AC30 Heritage Collectionアンプと、1965年製フェンダー・ツインリヴァーブアンプを使用。エフェクターは、 Dunlop社の「Cry Baby」（ワウ·ペダル）、Fulltone社の「Distortion Pro」（ディストーション）、Freekish Blues社の「Freek Out! for fuzz」（ファズ）と、曲の一部では1944年マーティン社のマンドリンとベリンガー社のkazooも使用する。
- ギター
  - PRS Smokeburst McCarty
  - PRS custom made McCarty in a vintage natural (nitro finish)
  - PRS white SE
  - 1934 National Triolian Resonator
- アンプ
  - Paul Reed Smith Super Dallas amp head through Marshall 4x12 cab (also seen through PRS cab)
  - Budda Superdrive 30 amp heads (x3)
  - Budda 2x12 Cab and a Marshall Vintage Series 2x12 (driven by one superdrive 30)
  - Budda SuperDrive V-Series 40W head
  - Marshall combos and Marshall JCM2000 (see Live at the Gaiety Theatre June 2006 video)
  - Marshall JCM900
- チューナー
  - Boss/TU
  - Planet Waves/Tru-Strobe tuner
  - TC Electronic/PolyTune
- パワーサプライ
  - T-Rex/FUELTANK CLASSIC
  - MXR x CUSTOM AUDIO ELECTRONICS/MC 403 POWER SYSYTEM
  - VooDoo LAB/PEDAL POWER 2 PLUS
- ブースター
  - Xotic/EP booster
  - WAY HUGE/WHE-101 Angry Troll
- ファズ
  - Analogman/BC-108 Sun Face Fuzz
  - Freekish Blues/Davy Knowles Signature Chubb Up! Octave Fuzz
- オーバードライブ
  - Rockbox/Boiling point OD
  - FULLTONE/FULLDRIVE2 MOSFET MB
- ディレイ
  - LINE6/DL4
  - strymon/TIMELINE
- リバーブ
  - electro-harmonix/Holy Grail
- トレモロ
  - FULLTONE/Supa-Trem
- その他
  - Loopmaster pedal
  - strymon/Lex Rotary （ロータリースピーカーシミュレータ）
  - BOSS/LS-2 (ラインセレクター)
  - MAD PROFESSOR/Snow White Auto Wah (オートワウ)
  - BUDDA/BUDWAH (ワウ・ペダル) (he has first version)
  - ERNIE BALL/ペダル (ヴォリュームペダル)
  - FRAMPTONE/AMP SWITCHER (アンプスイッチャー)
  - MODTONE/DEEP DIVE OCTAVE PLUS (オクターバー)
- 弦
  - D'Addario XL 10-52 gauge electric guitar strings

## ディスコグラフィー
- Roll Away (2007)
- Back Door Slam - EP (2008)
- Back Door Slam: Live from Bonnaroo (2009)
- Coming Up For Air (2009)